# Lepechinella chrysotheras
Lepechinella chrysotheras är en kräftdjursart som beskrevs av Stebbing 1908. Lepechinella chrysotheras ingår i släktet Lepechinella och familjen Dexaminidae. Inga underarter finns listade i Catalogue of Life.